# Románd
Románd is een plaats (község) en gemeente in het Hongaarse comitaat Győr-Moson-Sopron. Románd telt 332 inwoners (2001).